# Свёрски, Чак
Чак Свирски (англ.Chuck Swircki,) (родился 30 января 1954 года) — американо-канадский спортивный радиокомментатор. Он является голосом Chicago Bulls из Национальной баскетбольной ассоциации (НБА). Связь Свирски с чикагским спортом началась в 1979 году с его ток-шоу WCFL AM 1000, которое дебютировало 27 августа того же года. За пределами Чикаго Свирски комментировал матчи как по баскетболу, так и по футболу Мичиганского университета, а ранее был голосом Toronto Raptors.